# تسیخیسپردی
تسیخیسپردی (گرجی: ციხისფერდი) یک روستا در شهرداری ازورگتی ناحیه گوریا در غرب گرجستان است.